# Doclea ovis
Doclea ovis là một loài cua thuộc họ Epialtidae. Chúng được Fabricius công bố mô tả lần đầu tiên vào năm 1787.